# بوریسلاو گابروسکی
بوریسلاو گابروسکی (انگلیسی: Borislav Gabrovski; ۳۰ ژانویهٔ ۱۹۱۰ – ۱۴ اوت ۱۹۷۷) بازیکن فوتبال اهل بلغارستان بود.
از باشگاه‌هایی که در آن بازی کرده است می‌توان به باشگاه فوتبال لفسکی صوفیه اشاره کرد.
وی همچنین در تیم ملی فوتبال بلغارستان بازی کرده است.